# Henk Verhaeren
Henk Verhaeren (Rijsbergen, 1967) is een Nederlands schrijver.

## Levensloop
Verhaeren groeide op in Rijsbergen. Hij werkte enige jaren als journalist voor het weekblad Privé.
Zijn eerste boek was de roman Zee (uitgeverij Strengholt), dat in 1992 werd uitgegeven. Het is een op zijn jeugd gebaseerde roman. In 2010 verscheen Boven water (Uitgeverij De Fontein Tirion), gebaseerd op het leven van zijn broer zwemcoach Jacco Verhaeren. Vervolgens schreef hij het boek Ik, Ratelband (Uitgeverij Cocobooks), een biografie over het leven van Emile Ratelband. In 2016 werd Verhaeren bedreigd door medium Robbert van den Broeke, net als meerdere bekende Nederlanders. In 2017 publiceerde hij het Engelstalige boek Global Awakening: The master of destruction, een boek over bewustzijnsverruiming.